# Graz Black Widows 2008
Questa voce raccoglie le informazioni riguardanti le Graz Black Widows nelle competizioni ufficiali della stagione 2008.

## Austrian Football Division Ladies 2008

### Stagione regolare
| Graz 3 maggio 2008, ore 14:00 2ª giornata | Graz Black Widows | 56 – 28 (7-16 21-6 16-0 14-6) referto | Budapest Wolves Ladies | Stadion Eggenberg |

| Graz 17 maggio 2008 3ª giornata | Graz Black Widows | 14 – 30 referto | Vienna Vikings Ladies |  |

| Budapest 1º giugno 2008, ore 14:00 5ª giornata | Budapest Wolves Ladies | 28 – 36 referto | Graz Black Widows | Tatai ut. |

| Vienna 7 giugno 2008, ore 14:00 6ª giornata | Vienna Vikings Ladies | 20 – 6 (0-0 7-6 13-0 0-0) referto | Graz Black Widows | Ravelinstraße |

### Playoff
| Vienna 22 giugno 2008, ore 15:00 Ladies Bowl | Vienna Vikings Ladies | 26 – 6 (0-0 18-6 2-0 6-0) referto | Graz Black Widows | Ravelinstraße |

## Statistiche di squadra
| Competizione      | %Vittorie | In casa | In casa | In casa | In casa | In casa | In casa | In trasferta | In trasferta | In trasferta | In trasferta | In trasferta | In trasferta | Totale | Totale | Totale | Totale | Totale | Totale |
| Competizione      | %Vittorie | G       | V       | N       | P       | Pf      | Ps      | G            | V            | N            | P            | Pf           | Ps           | G      | V      | N      | P      | Pf     | Ps     |
| ----------------- | --------- | ------- | ------- | ------- | ------- | ------- | ------- | ------------ | ------------ | ------------ | ------------ | ------------ | ------------ | ------ | ------ | ------ | ------ | ------ | ------ |
| Stagione regolare | .500      | 2       | 1       | 0       | 1       | 70      | 58      | 2            | 1            | 0            | 1            | 42           | 48           | 4      | 2      | 0      | 2      | 112    | 106    |
| Playoff           | .000      | 0       | 0       | 0       | 0       | 0       | 0       | 1            | 0            | 0            | 1            | 6            | 26           | 1      | 0      | 0      | 1      | 6      | 26     |
| Totale            | .400      | 2       | 1       | 0       | 1       | 70      | 58      | 3            | 1            | 0            | 2            | 48           | 74           | 5      | 2      | 0      | 3      | 118    | 132    |